# 天王寺区

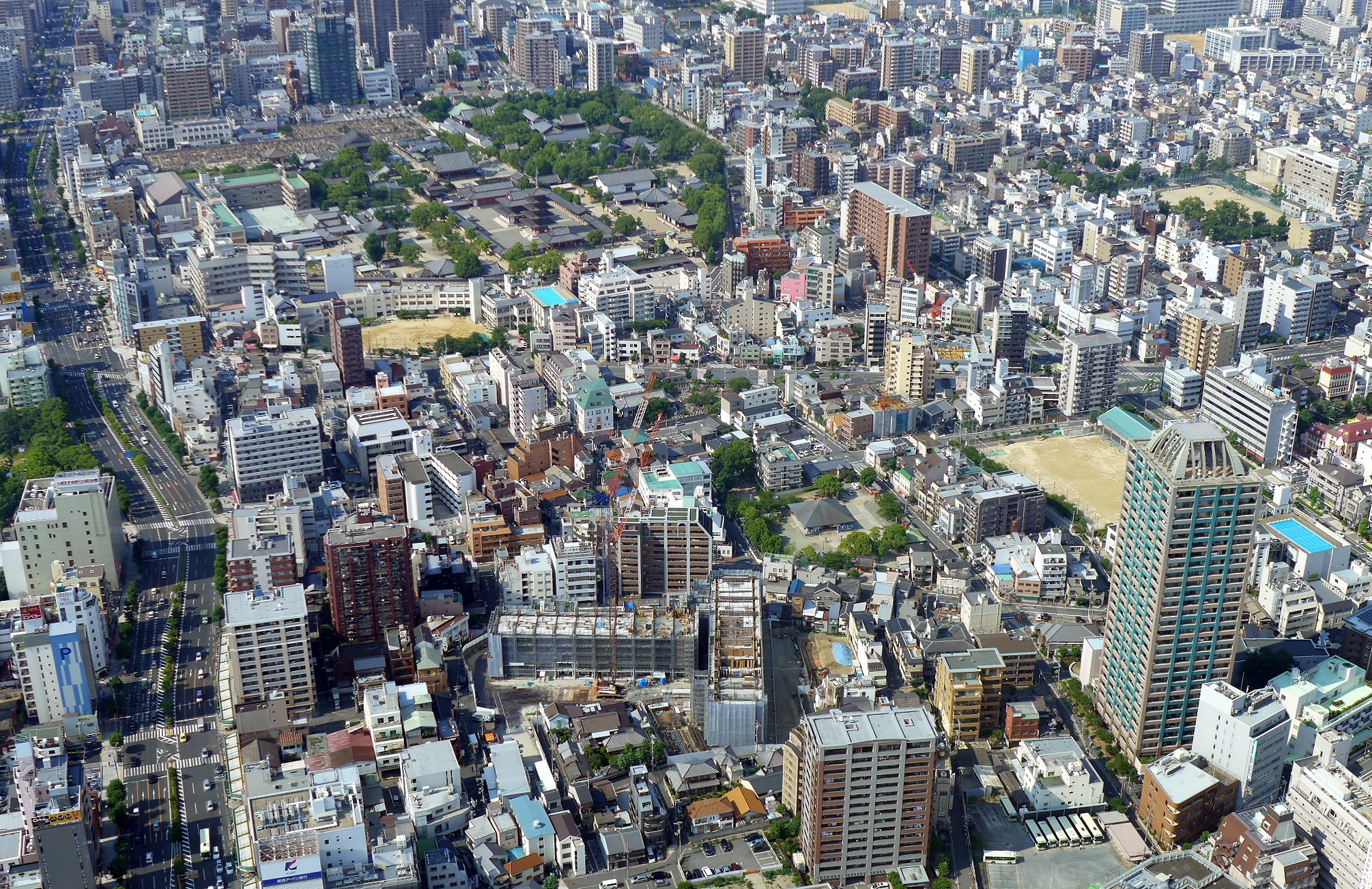
あべのハルカスから見下ろす天王寺区。中央やや上には四天王寺の伽藍が見える

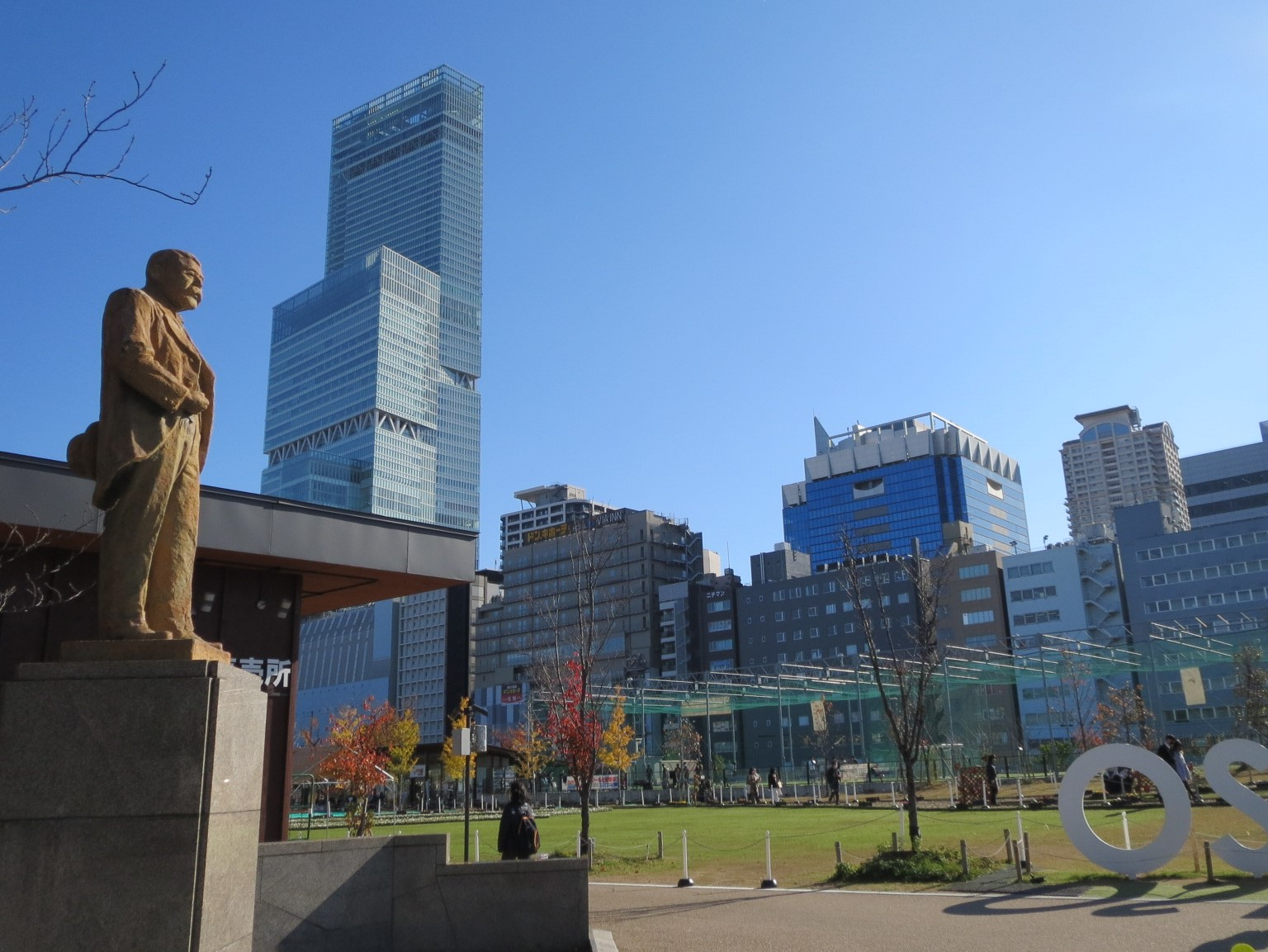
天王寺公園のてんしばエリアと池上四郎像

天王寺区（てんのうじく）は、大阪市を構成する24行政区のうちの一つ。天王寺の名は、日本最古の官営寺院であり、聖徳太子建立の四天王寺に由来。大阪都心6区の一角を成す。

## 概要
大阪市都心部の南東に位置し、大阪環状線内の区の一つである。北・西側は中央区・浪速区、東側は東成区・生野区、南側は阿倍野区および西成区に接する。
区の中部に位置する大阪上本町駅と南端に位置する天王寺駅の周辺に商業地域が広がる。とりわけ梅田、難波に次ぐターミナル駅の天王寺駅周辺は、隣接する阿倍野区の北端に位置する大阪阿部野橋駅周辺の商業地域と共に「天王寺・阿倍野」と位置づけられ、近畿地方でも有数の商業地域となっている。上町台地上は全体的に住宅地が多く、公園、教育機関、医療機関も多い。真法院町、小宮町、北山町には閑静な住宅地が残されている。戸建て住宅やアパートなどの低層住宅も一部地域を除くと少なく、ビルやマンションなど土地の高度利用が進んでいる。
区の人口は1950年代に85,000人あまりを記録して以来地価の高騰や生活環境の稠密化のため長年減少傾向が続いていたが、近年地価の下落や再開発などが進み『交通の便が良い、市内有数の文教地区』としての特性が見直されつつあり、再び増加に転じている。2005年に行われた国勢調査では中央区、西区、福島区、北区に次ぐ＋9.0%という高い増加率を記録した。
区の中心駅となる天王寺駅は大阪府の泉州地域や中河内地域南部、大阪市内の天王寺駅以南、奈良県や和歌山県などからの主要玄関口であり、優等列車も停車する。Osaka Metro谷町線やOsaka Metro御堂筋線だけではなく、JRの各線からでも最初のターミナル駅のため、奈良県民や和歌山県民（いわゆる奈良府民、和歌山府民）の利用者も多い。

## 地理
大阪市の中南部に位置する。南北には上町台地が走り、区域の大半は上町台地上に位置する。

### 隣接している区
- 中央区、東成区、生野区、阿倍野区、西成区、浪速区

## 歴史
『日本書紀』に593年（推古天皇元年）、聖徳太子の創建と記され、日本最古の官寺である四天王寺によってその名を知られる天王寺一帯は、古代においては難波宮の南端に位置していた。以降も四天王寺は京・堺・平野・奈良方面を結ぶ熊野街道や奈良街道が交わる交通の要衝だったこともあり、門前町が形成されていった。室町後期から江戸時代にかけて度々戦場となり、大坂の陣においても茶臼山は、冬の陣においては徳川方の、夏の陣においては豊臣方の真田信繁の陣営が置かれた。
大坂の陣後に松平忠明によって寺院整理が行われ、天満の北縁と上町台地の空堀以南に寺町群が形成された。そのうち小橋寺町（12ヶ寺）・八丁目東寺町（11ヶ寺）・八丁目中寺町（15ヶ寺）・八丁目寺町（13ヶ寺）の東半分・生玉中寺町（12ヶ寺）・生玉寺町（14ヶ寺）・天王寺寺町（14ヶ寺）・下寺町（25ヶ寺）が当区に位置しており、大阪市24区のうち最も寺院が多い区となっている。下寺町界隈の上町台地の崖線には口縄坂、源聖寺坂、清水坂など天王寺七坂があり今も風情を残している。
夕陽丘の地名は、藤原家隆がこの地から見た大阪湾に沈む夕陽の絶景を歌ったことに由来する。
江戸・明治にかけて早くから住宅地化が進み、特に明治以降は多くの学校や病院が立地したため、現在でも比較的閑静な住宅街である。また1889年には天王寺駅が開設、1895年には後に大阪環状線となる城東線が天王寺駅から分岐・開通し、交通の要衝としても栄えるようになった。また1903年には第5回内国勧業博覧会が開かれ、跡地は天王寺公園となった。
1925年に東区から旧東成郡西高津村と東平野町に当たる地域が、南区から旧東成郡天王寺村・生野村の城東線内にあたる地域が分区されて天王寺区が誕生。1943年の区再編の際に、末吉橋通以南・上町筋以東を東区から編入、千日前通以北・上町筋以西を南区へ移譲、松屋町筋以西を浪速区へ移譲して現在の区域となった。
1934年9月21日、室戸台風による暴風雨があり、強風により四天王寺の五重塔や山門などが破壊。さらに天王寺第五小学校の木造校舎が倒壊するなどして多数の死傷者が出た。

## 区内の町名
- 味原町（あじはらちょう）
- 味原本町（あじはらほんまち）
- 生玉町（いくたまちょう）
- 生玉寺町（いくたまてらまち）
- 生玉前町（いくたままえまち）
- 石ケ辻町（いしがつじちょう）
- 上汐（うえしお）3 - 6丁目
  - 上汐1 - 2丁目は中央区
- 上之宮町（うえのみやちょう）
- 上本町（うえほんまち）
- 餌差町（えさしまち）
- 逢阪（おうさか）
- 小橋町（おばせちょう）
- 勝山（かつやま）
- 空清町（からきよちょう）
- 烏ケ辻（からすがつじ）
- 空堀町（からほりちょう）
- 北河堀町（きたかわほりちょう）
- 北山町（きたやまちょう）
- 国分町（こくぶちょう）
- 小宮町（こみやちょう）
- 細工谷（さいくだに）
- 真田山町（さなだやまちょう）
- 下寺町（したでらまち）
- 四天王寺（してんのうじ）
- 清水谷町（しみずだにちょう）
- 下味原町（しもあじはらちょう）
- 城南寺町（じょうなんてらまち）
- 真法院町（しんぽういんちょう）
- 大道（だいどう）
- 玉造本町（たまつくりほんまち）
- 玉造元町（たまつくりもとまち）
- 茶臼山町（ちゃうすやまちょう）
- 寺田町（てらだちょう）
- 堂ケ芝（どうがしば）
- 東上町（とうじょうちょう）
- 東高津町（ひがしこうづちょう）
- 悲田院町（ひでんいんちょう）
- 筆ケ崎町（ふでがさきちょう）
- 舟橋町（ふなはしちょう）
- 堀越町（ほりこしちょう）
- 松ケ鼻町（まつがはなちょう）
- 南河堀町（みなみかわほりちょう）
- 夕陽丘町（ゆうひがおかちょう）
- 伶人町（れいにんちょう）
- 六万体町（ろくまんたいちょう）

## 交通

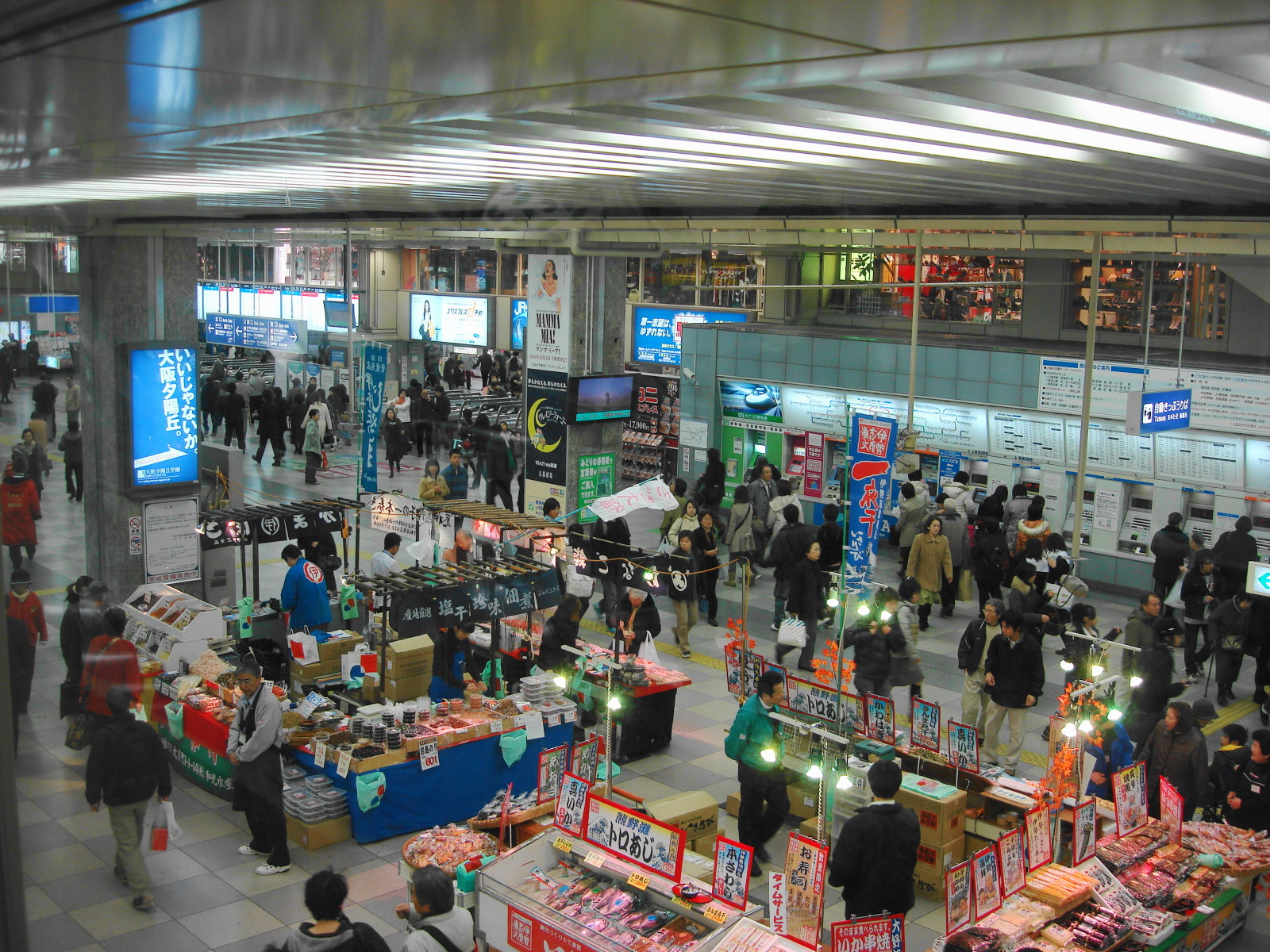
大阪の南の玄関口である、JR天王寺駅中央改札口付近

### 鉄道
- 区役所の最寄り駅：四天王寺前夕陽ヶ丘駅。

西日本旅客鉄道
 大阪環状線：天王寺駅 - 寺田町駅 - 桃谷駅 - 鶴橋駅 - 玉造駅
近畿日本鉄道
D 大阪線（A 難波線・奈良線）：大阪上本町駅
※大阪阿部野橋駅は天王寺駅と接しているが阿倍野区の所在である。
大阪市高速電気軌道 (Osaka Metro)
 谷町線：谷町九丁目駅 - 四天王寺前夕陽ヶ丘駅- 天王寺駅
 千日前線：谷町九丁目駅 - 鶴橋駅
※御堂筋線天王寺駅は阿倍野区の所在である。

### バス
- 大阪シティバス
- 近鉄バス（近鉄上本町駅と大阪赤十字病院、大阪警察病院・JR桃谷駅、あべの橋を結ぶ100円バス）

区内では天王寺駅周辺（停留所名はあべの橋）、上本町六丁目（近鉄上本町駅）が路線の拠点となる。

### 道路
- 阪神高速道路
  - 14号松原線
    - 天王寺出口
- 長堀通（国道308号）
- 千日前通（大阪府道702号大阪枚岡奈良線）
- 勝山通
- 国道25号
- 松屋町筋
- 谷町筋（大阪府道30号大阪和泉泉南線）
- 上町筋
- 玉造筋

## 教育

### 大学
- 大阪教育大学天王寺キャンパス（夜間課程）

### 高等学校
| - 大阪教育大学附属高等学校天王寺校舎 - 大阪府立清水谷高等学校 - 大阪府立高津高等学校 | - 大阪府立夕陽丘高等学校 - 大阪府立大阪ビジネスフロンティア高等学校 - 興國高等学校 | - 大阪夕陽丘学園高等学校 |

### 中高一貫校
- 上宮学園中学校・上宮高等学校
- 明星中学校・高等学校
- 清風中学校・高等学校
- 四天王寺中学校・高等学校
- 大阪星光学院中学校・高等学校

### 中学校
- 大阪教育大学附属天王寺中学校
- 大阪市立高津中学校
- 大阪市立天王寺中学校
- 大阪市立夕陽丘中学校

### 小学校
| - 大阪市立天王寺小学校 - 大阪市立大江小学校 - 大阪市立聖和小学校 | - 大阪市立五条小学校 - 大阪市立桃陽小学校 - 大阪市立生魂小学校 | - 大阪市立味原小学校 - 大阪市立真田山小学校 |

### 幼稚園
| - 大阪市立五条幼稚園 - 大阪市立真田山幼稚園 - 大阪市立味原幼稚園 | - 大阪市立大江幼稚園 - 大阪市立生魂幼稚園 - 天王寺幼稚園 | - 真生幼稚園 - パドマ幼稚園 - 大阪芸術大学附属松ヶ鼻幼稚園 |

### 専修学校
- 大阪情報コンピュータ専門学校

### 閉校となった学校
- 大阪市立天王寺商業高等学校 - 2014年閉校。大阪市立大阪ビジネスフロンティア高等学校（現・大阪府立）に統合。
- 大阪市立天王寺第二商業高等学校 - 1995年閉校。大阪市立中央高等学校（現・大阪府立）に統合。

## 病院
- 大阪赤十字病院
- 聖バルナバ病院
- 第二大阪警察病院
- 大阪警察病院
- 四天王寺病院

## 名所・旧跡・観光スポット・施設
| - 四天王寺 - 四天王寺本坊庭園（極楽浄土の庭） - 愛染堂（勝鬘院） - 誓願寺 - 清水寺 - 新西国三十三箇所観音霊場客番 - 太平寺 - 堀越神社 - 吉祥寺 - 一心寺 - 一心寺シアター | - 生國魂神社 - 河堀稲生神社 - 安居神社 - 五條宮 - 清寿院関帝廟 - 天王寺七坂 - 口縄坂 - 源聖寺坂 - 清水坂 - 逢坂 - 夕陽丘 | - 天王寺公園 - 大阪市天王寺動物園 - 大阪市立美術館 - 慶沢園 - 茶臼山古墳 - 大阪府史跡 - 大塚城 - 大阪府史跡 - 真田山公園 - 大阪市立天王寺図書館 - クレオ大阪中央（大阪市立男女共同参画センター中央館） |

- 四天王寺
- 一心寺
- 生國魂神社
- 口縄坂
- 天王寺公園
- 天王寺動物園
- 大阪市立美術館
- 慶沢園

## 経済

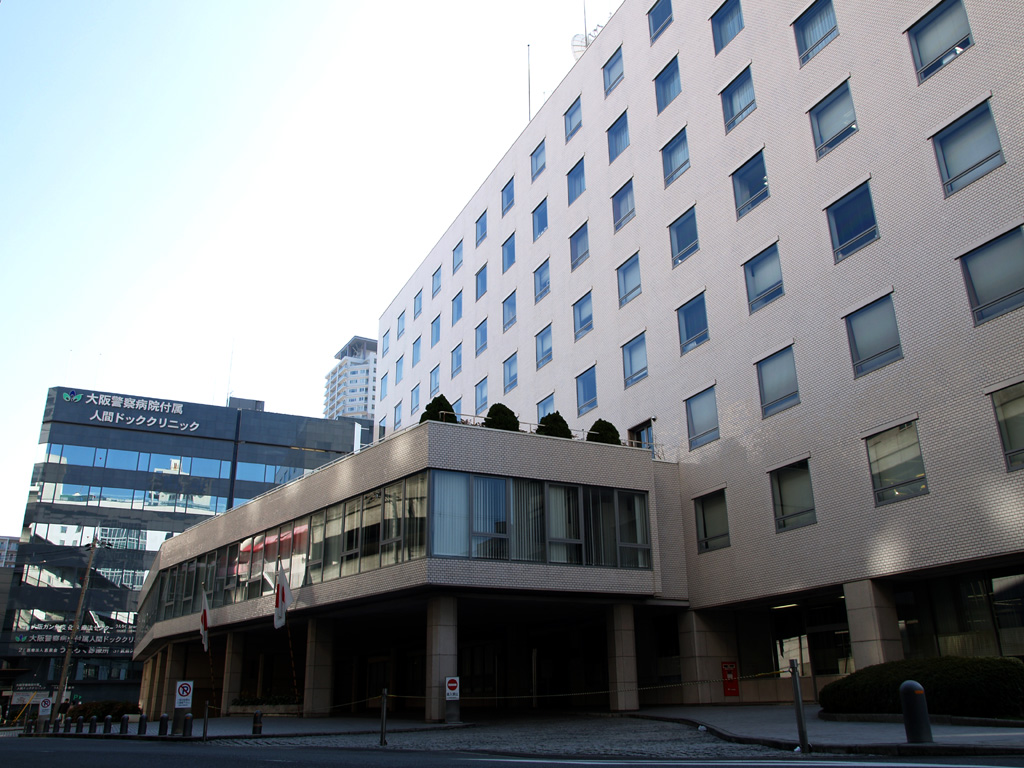
近畿日本鉄道本社

天王寺区に本社を置く企業
- 近鉄グループホールディングス
  - 近畿日本鉄道
  - 近鉄バスホールディングス
  - 近鉄タクシーホールディングス
  - 近鉄不動産
  - 近鉄リテーリング
  - 近鉄情報システム
- 淺沼組
- 大阪シーリング印刷
- 新興出版社啓林館
- スリーエム
- デサント
- ゼット
- 愛眼
- 金剛組
- 茜丸本舗大納言
- パイン株式会社
- (株)七田チャイルドアカデミー
- 三ッ星
- ひかりのくに
- 中本パックス

## 集合住宅

### 大規模マンション
- ウェリス上本町ローレルタワー
- 上本町ヒルズマーク
- ザ・上本町タワー
- セントラルレジデンス天王寺シティタワー
- レジデンスタワー上本町

### 住宅団地
- 都市再生機構夕陽丘市街地住宅
- 大阪市住宅供給公社コーシャハイツ北山
- 市営勝三住宅
- 市営空清住宅
- 市営空堀住宅
- 市営小宮住宅
- 市営堂ヶ芝住宅
- 市営筆ヶ崎住宅
- 市営六万体住宅
- 天王寺餌差社宅
- 鍛治田工務店天王寺社宅

## 出身有名人

### 政治
- 澤雄二 - 元参議院議員
- 世耕弘成 - 参議院議員・経済産業大臣
- 中馬弘毅 - 元衆議院議員
- 浜田昌良 - 参議院議員・復興副大臣
- 渡貫博孝 - 元千葉県佐倉市長

### 文化・芸術
- 大迫純一 - 作家
- 織田作之助 - 作家
- 大塚善章 - ジャズピアニスト
- 長内蝶眠 - 書家
- 枯堂夏子 - 作詞家
- 清水脩 - 作曲家
- 辰巳ヨシヒロ - 漫画家
- 中西康晴 - キーボード奏者、作曲家、編曲家、音楽プロデューサー
- 森村泰昌 - 現代美術家
- 鈴木啓之 - 牧師

### 芸能
- 今田耕司 - タレント
- オール巨人 - 漫才師
- 坂口有望 - シンガーソングライター
- サナ（TWICE） - アーティスト
- 杉本有美 - モデル・女優・タレント
- 田鶴園子 - 元女優、宝塚歌劇団男役
- 花紀京 - 俳優・お笑い芸人
- ヒロユキMc-Ⅱ - お笑い芸人：元GAG
- 山口美也子 - 女優
- 和央ようか - 女優。東京都生まれ、天王寺区育ち。
- 和田アキ子 - 歌手

### スポーツ
- 一枝修平 - 元プロ野球選手
- 岡田耕司 - 元プロ野球選手
- 平野光泰 - 元プロ野球選手
- 入江陵介 - 水泳選手
- 中村藍子 - テニス選手
- ミスター・ヒト - 元プロレスラー
- 吉川大幾 - プロ野球選手
- 佐藤加奈 - アマチュア野球審判員

### 天王寺区ゆかりの著名人
- 大島靖 - 元大阪市長。在職当時天王寺区在住
- 須藤秀澤 - 写真家。中学、高校時代は天王寺区に在住していた。
- 關一 - 元大阪市長。在職当時天王寺区在住
- 關淳一 - 元大阪市長。在職当時天王寺区在住
- 千葉麗子 - 実業家、元女優。天王寺区生まれ、福島県福島市育ち。
- 福留功男 - アナウンサー。高知県出身、天王寺区育ち。
- 尾崎放哉 - 自由律の俳人。香川県出身、保険会社に勤務していた当時天王寺に一年赴任していた[3]。

## 舞台となった作品
- 戯曲『王将』（北條秀司） - たびたび映画化・ドラマ化された。
- 小説『きょうのできごと』（柴崎友香） - 天王寺動物園が登場。
- 短編小説集『幻坂』（有栖川有栖） - 天王寺七坂を舞台としている。
- ドラマ『はっさい先生』 - 上本町が舞台。
- アニメ映画『ジョゼと虎と魚たち』（原作・田辺聖子、監督・タムラコータロー） - 愛染坂や天王寺動物園が、作品における重要な場所として複数回登場する。